# Pashokia maxima
Pashokia maxima is een hooiwagen uit de familie Assamiidae.